# Frøslev Mose
Frøslev Mose er den danske del af det dansk-tyske moseområde Fröslev-Jardelunder Moor (de) beliggende vest for Frøslev Plantage og Padborg ved den dansk-tyske grænse. Mosen fortsætter tværs over landegrænsen i Jardelund Mose, og den sammenhængende Frøslev-Jardelund Mose er på 275 hektar, og sammen med engene omkring er det et stort naturområde på omkring 800 hektar. 
I et samarbejde mellem delstaten Schleswig-Holstein, Skov- og Naturstyrelsen og de tidligere Sønderjyllands Amt har man genskabt grundlaget for en aktiv højmose. 

## Landskabet
Den fredede mose ligger på den sydøstlige del af den hedeslette, som blev dannet, da isen smeltede for 15.000 år siden. Kanten af isen stod dér, hvor motorvejen i dag løber. Under isen løb rivende floder, der skar sig ned i landskabet. Sådan blev den fredede tunneldal ved Kruså til. Da vandet blev presset ud under gletsjerkanten, aftog strømmen, og enorme mængder grus og sand blev aflejret mod vest i bakkeøer, der her hælder ganske svagt mod vest. Derefter dannedes der søer, der groede til som moser og nu har udviklet sig til højmoser.

## Kulturhistorie
I århundreder har der været gravet tørv i mosen. Det sluttede først da brændselskrisen var overstået i årene efter 2. Verdenskrig.

### Frøslevskrinet
I 1872 fandt tørvegraveren Hans Jørgensen fra Ellund et lille udsmykket skrin i nordkanten af Frøslev Mose. Det blev samme år smuglet over grænsen ved Kongeåen og opbevares nu på Nationalmuseet. Skrinet er fra omkring år 1100 og har formentlig rummet et relikvie, rester fra en helgen. Skrinet er 19x14x8 cm og har bestået af en nu forsvundet trææske, belagt med fem kobberplader. Pladerne er belagt med farvet emalje og kanter, kugler og konturer har været forgyldte. 
Findestedet er markeret med en egeobelisk.

## Naturbeskyttelse
Frøslev Mose, i alt 310 ha højmose, landbrugsarealer og egekrat blev fredet i 1985. Området er udpeget til Natura 2000-område nr. 97 Frøslev Mose, og er både habitatområde og fuglebeskyttelsesområde. 

### Naturgenopretning
Staten gennemfører en naturgenopretning, hvor 12 km drængrøfter blev i 1995 kastet til, og der er ryddet 70 ha krat og opvækst i den danske del af mosen. Højmosen er begyndt at blive gendannet mange steder. Naturgenopretningen sker i samarbejde med tyskerne.
En særlig kvægrace, der er fremavlet gennem de sidste 25 år, skovkvæg, æder om sommeren de træer og buske, der forsøger at vokse op. Om vinteren går dyrene i plantagen og holder lyngen i ave. Lyng- og klitområderne holdes i øvrigt åbne i plantagen, så det særprægede landskabsbillede bevares.

## Eksterne kilder og henvisninger
1. ↑  Fredningskendelse

- Folder om mosen Arkiveret 12. april 2018 hos  Wayback Machine
- Frøslev Mose Arkiveret 9. april 2017 hos  Wayback Machine på fredninger.dk
- Natura 2000-plan Arkiveret 9. april 2017 hos  Wayback Machine

|  | Denne artikel om lokaliteten Frøslev Mose kan blive bedre, hvis der indsættes et (bedre) billede. Du kan hjælpe ved at afsøge Wikimedia Commons for et passende billede eller lægge et op på Wikimedia Commons med en af de tilladte licenser og indsætte det i artiklen. |

54°49′27.43″N 9°14′46.31″Ø / 54.8242861°N 9.2461972°Ø